# Lev Tolstoj
Graaf Lev Nikolajevitsj Tolstoj (Russisch: Лев Николаевич Толстой, [lʲɛf nʲɪkɐˈlaɪvʲɪtɕ tɐlˈstoj]ⓘ, ook wel Leo Tolstoi) (landgoed Jasnaja Poljana, 9 september 1828 – Astapovo, 20 november 1910) was een Russisch filosoof, christenanarchist, pacifist, beoefenaar van sociale filosofie en schrijver van voornamelijk romans en korte verhalen. Hij is vooral bekend van zijn realistische romans Oorlog en vrede (1869) en Anna Karenina (1877), die worden beschouwd als twee van de beste boeken uit de wereldliteratuur. Lev Tolstojs godsdienstige en sociale ideeën hadden veel invloed op de verdere ontwikkeling van het christenanarchisme en pacifisme.
Tolstoj werd 4 maal genomineerd voor de Nobelprijs voor de Literatuur (1902, 1903, 1904, 1905). Zijn tijdgenoten respecteerden hem zeer: Dostojevski beschouwde hem als de grootste van alle romanschrijvers die toen leefden, terwijl Gustave Flaubert uitriep: "Een groot kunstenaar, een groot psycholoog!"

## Levensloop

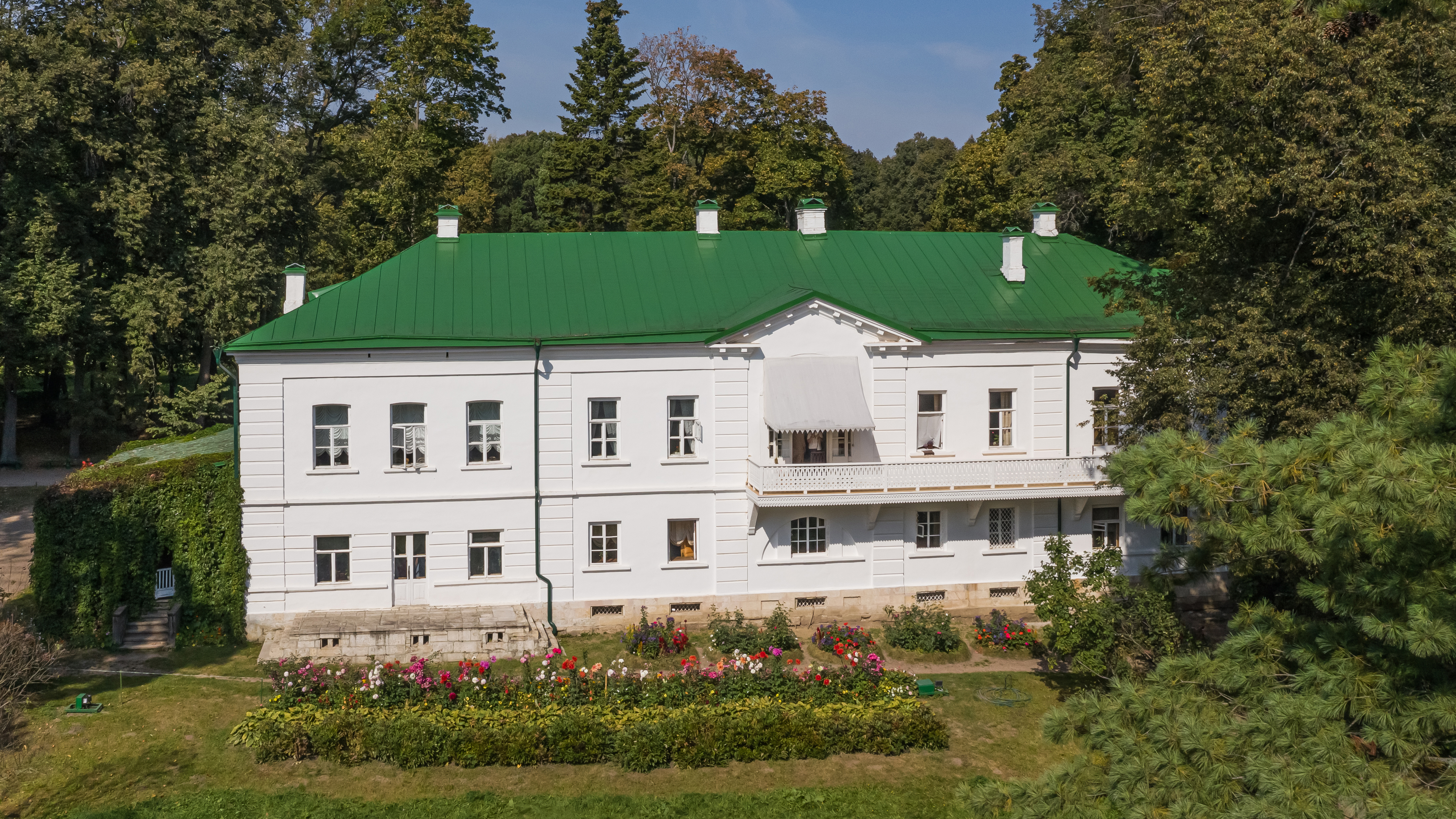
Woonhuis te Jasnaja Poljana (achterzijde)

Tolstoj werd geboren op het landgoed Jasnaja Poljana, in de buurt van Toela, 180 kilometer ten zuiden van Moskou. Hij kwam uit een familie van hoge adel. Zijn vader, graaf Nikolaj Iljitsj Tolstoj, nam deel aan de 'Vaderlandse Oorlog' van 1812 tegen de legers van Napoleon. Zijn moeder, Maria Nikolajevna Volkonskaja, was vorstin.
Hoewel beiden van adel, hadden zijn ouders erg verschillende achtergronden. De titel van graaf dateerde in Rusland pas vanaf het begin van de 18de eeuw. Ilja, de vader van Nikolaj, had bovendien zijn gezin geruïneerd door zijn kwistige levensstijl. Prinses Maria daarentegen, vier jaar ouder dan Nikolaj en een schatrijke erfgename, stamde af van de half legendarische prins Rurik, stichter van de Russische staat. Afgaande op de half-biografische roman Oorlog en vrede moet het evenwel een liefdevol huwelijk zijn geweest.
Levs ouders overleden echter al vroeg en hij werd door familieleden opgevoed. Zijn vroege leven op Jasnaja Poljana heeft een grote invloed uitgeoefend op de toekomstige schrijver. Daar maakte hij kennis met het leven van de arme boeren. Hij kreeg onderwijs van huisleraren en las erg veel in het Frans, Duits en Engels. In het Frans las hij bijvoorbeeld alle werken van Rousseau, van wie hij op 15-jarige leeftijd een portretje in een medaillon om zijn hals droeg. Ook las hij al vroeg de gedichten, sprookjes en legenden van de door hem bewonderde Poesjkin.
Toen hij in 1844 zestien jaar oud was ging hij naar de universiteit van Kazan, waar hij oosterse talen studeerde om zich voor te bereiden op een diplomatieke carrière. Teruggekeerd op het familielandgoed stichtte hij zijn eerste schooltje voor de kinderen van de arme boeren. Hij was toen 21 jaar oud. Dit eerste schooltje heeft niet lang bestaan, hoogstens een jaar. Er is vrijwel niets over bekend.
In 1851, nadat hij grote schulden tijdens het gokken had gemaakt en een wild leven geleid, vergezelde hij zijn oudere broer Nikolaj, die officier was in het Russische leger, naar de Kaukasus en trad even later ook tot het leger toe als cadet. Tolstoj vocht mee in de Kaukasus tegen de opstandige en naar onafhankelijkheid strevende islamitische bergvolken in de Noordelijke Kaukasus (in het Russisch "Tataren" genoemd, maar niet verwant met de Wolga-Tataren uit Tatarije).
In de herfst van 1854 werd tweede luitenant Lev Tolstoj op eigen verzoek overgeplaatst naar het oorlogsgebied op de Krim als commandant van een artilleriebatterij bij de verdediging van Sebastopol. De Krimoorlog wordt vaak de eerste moderne oorlog genoemd omdat nieuwe ontwikkelingen in technologie, vervoer en communicatie op de oorlogvoering werden toegepast. Het was ook de eerste oorlog die onmiddellijk het publiek bereikte door fotografie en door verslaggeving via telegrafie. Daardoor kon het publiek reageren terwijl de oorlog nog bezig was. Tolstoj werd zelf een onderdeel van die moderne verslaggeving door zijn verhalen Sebastopol in december, Sebastopol in mei en Sebastopol in augustus. Hij spreekt de lezer rechtstreeks in de tweede persoon aan en probeert een realistisch beeld te geven van de oorlog: "Ge zult de oorlog niet in zijn correcte, mooie en glimmende rangen zien, met muziek en trommelslagen, met wuivende banieren en generaals op hun steigerend paard; eerder zult ge hem zien zoals hij werkelijk is - in bloed, in lijden, in dood..."
In deze jaren schreef hij zijn Kinderjaren en Jeugdjaren en een eerste reeks verhalen. Voor al zijn geschriften vond hij vrijwel direct een uitgever en raakte als schrijver bekend. Door zijn verhalen uit beide oorlogen wordt hij ook wel de 'eerste oorlogscorrespondent' genoemd.

### Reizen naar Duitsland, Frankrijk, Engeland en Italië
In 1857 en 1860-1861 ging hij op reis om meer van de wereld te zien. Hij uitte zijn teleurstelling over de Europese manier van leven in het verhaal “ Luzern ”. Hij was teleurgesteld door het contrast tussen rijk en arm, dat zichtbaar was onder het laagje vernis van de Europese cultuur.
In de jaren 1857 tot 1861 reisde hij twee keer naar West-Europa: de eerste keer als toerist naar Duitsland, Frankrijk, Zwitserland en Italië, de tweede keer, aanvankelijk om zijn in een Frans kuuroord verblijvende doodzieke broer Nikolaj bij te staan en vervolgens, na diens dood, om in verschillende landen het lager onderwijs en volwassenenonderwijs te bestuderen, deed hij daarenboven Engeland en België aan. In 1857 maakte hij te Parijs een publieke terechtstelling met de guillotine mee en hij was vervuld van afschuw. Hij ontmoette Victor Hugo en bewonderde diens Les Misérables. Zijn eigen oorlogsscènes zijn gelijkend. In 1859 stichtte hij voor de tweede keer een school voor de boerenkinderen van Jasnaja Poljana. In 1861 ontmoette hij te Brussel Pierre-Joseph Proudhon. Hij wisselde met hem van gedachten over opvoedkunde en las diens boek La guerre et la paix ("Oorlog en vrede"), waarvan hij de titel zou overnemen voor zijn eigen meesterwerk. Terug in Rusland vestigde hij zich bij de Wolga op een landgoed dat hij had geërfd. Hij trouwde in 1862 met de zeventien jaar jongere Sofija Andrejevna Bers (1844-1919). Hier schreef hij zijn meesterwerk Oorlog en Vrede (1864-1869).
In 1862-1863 deed hij verslag van zijn ervaringen als pedagoog en onderwijzer in een eigen tijdschrift dat onder de titel Jasnaja Poljana in twaalf afleveringen werd uitgegeven. In de zomer van 1862 was Tolstoj aan het kuren in Zuid-Rusland, niet ver van Samara (hij was altijd bang net als twee van zijn drie broers tuberculose te zullen krijgen). Daar bereikte hem het bericht dat de politie, op bevel van de minister van binnenlandse zaken, op 6 en 7 juli een inval in zijn woonhuis en schoolgebouw had gedaan, op zoek naar voor Tolstoj belastend materiaal. Alles werd opengebroken en overhoop gehaald, maar er werd niets gevonden waarop men hem kon aanklagen. Tolstoj was hierover erg verontwaardigd en schreef na thuiskomst een boze brief aan tsaar Alexander II, die hij hem door vrienden aan het hof in Sint-Petersburg persoonlijk liet overhandigen.

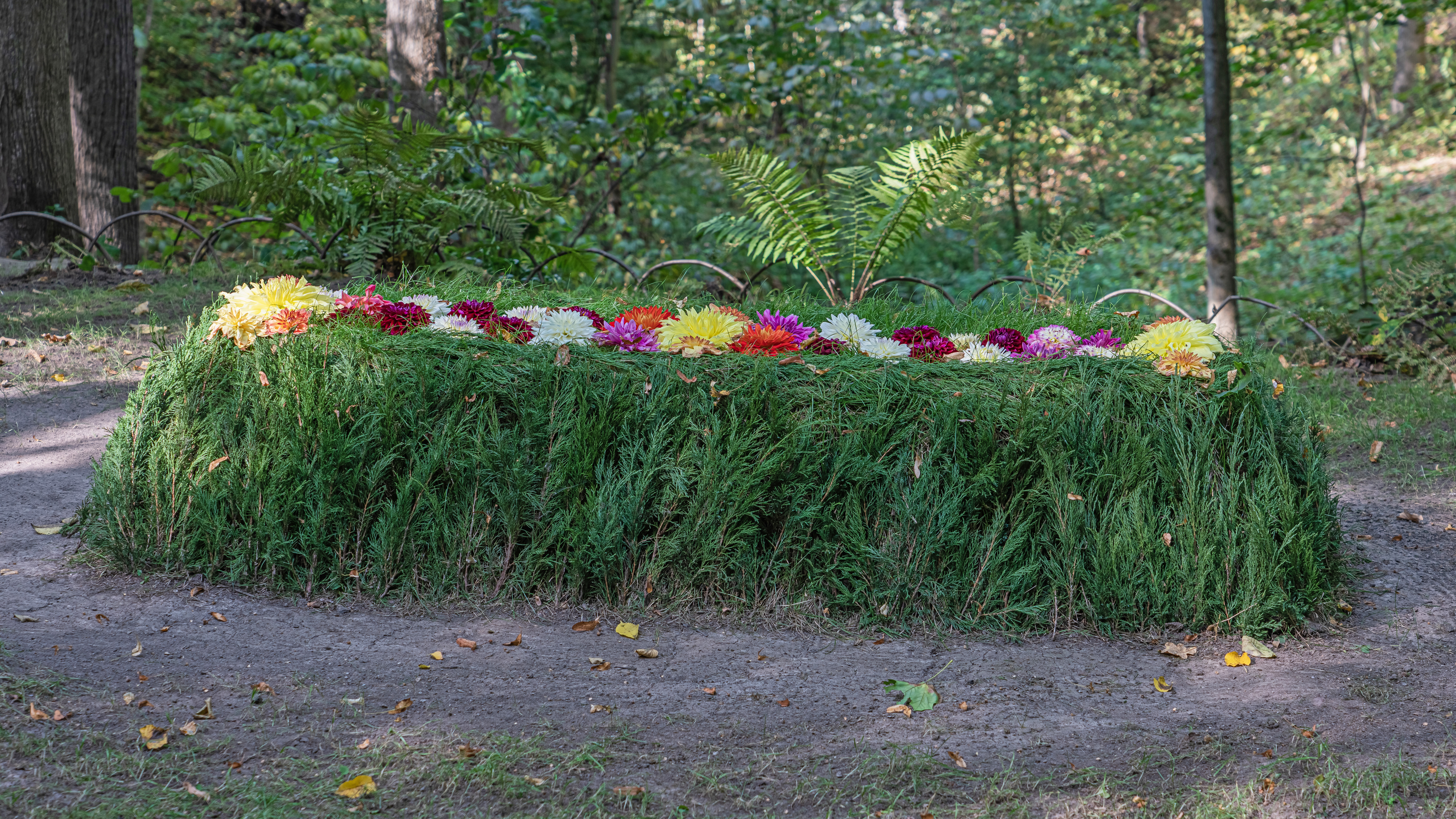
Graf van Tolstoj op Jasnaja Poljana

Op 23 september 1862 trouwde Tolstoj onverwacht met de toen pas 18-jarige Sofia Andrejevna Behrs, dochter van een arts van het Kremlin. Tolstoj had toen al een zoon bij een horige. Door het beginnend familieleven verloor hij al snel zijn belangstelling voor de school. Die sloot in 1863. Op 10 juli 1863 kreeg het echtpaar hun eerste kind en vervolgens werd ieder jaar nog een van de uiteindelijk dertien kinderen geboren. In die tijd schreef Tolstoj zijn roman Oorlog en vrede, met medewerking van zijn echtgenote. Toen dat boek klaar was opende Tolstoj voor de derde keer een schooltje aan huis en ontwikkelde hij een leergang voor het leesonderwijs, Novaja Azboeka, waarvan de tweede editie, uit 1875, een grandioos succes werd, met uiteindelijk tussen de 1 en 2 miljoen verkochte exemplaren. Ondertussen was hij ook begonnen aan zijn Anna Karenina, dat in 1877 in tijdschriftafleveringen begon te verschijnen.
Daarna kwam er een verandering in het werk van Tolstoj. Hij hield zich bezig met het geloof en schreef religieus-filosofische traktaten en raakte in conflict met de kerk, omdat hij vond dat de kleine, arme boeren, de zogenaamde moezjiks, de dragers van het ware geloof waren. Hij deed afstand van zijn rijkdom en bediendes en ging zich wijden aan een eenvoudig leven. Wel bleef hij op zijn landgoed wonen. Zijn vrouw was het oneens met zijn opvattingen.
Tijdens de hongersnood van 1891 begon Tolstoj zichzelf in te zetten voor hulpverlening aan de getroffen gebieden. Samen met zijn twee dochters richtte hij honderden gaarkeukens op. Zijn gaarkeukens verstrekten twee maaltijden per dag en leverden brandhout. Voor de zwakkeren was eten, drinken en brandhout gratis, maar de rest moest meehelpen in ruil voor deze goederen. Later leverden Tolstoj en zijn organisatie ook zaaigoed en werkpaarden aan de boeren. Zijn vrouw Sofia haalde geld op in Moskou en in het buitenland. In de pers bekritiseerde Tolstoj het beleid van de regering. Tolstoj kaartte de verspilling en diefstal van hulpgoederen aan. Tolstoj bleef in het gebied tot de redelijke oogst van 1893.
Op 27 oktober 1910 ontvluchtte de dan tweeëntachtigjarige Tolstoj 's nachts in het geheim zijn huis, vergezeld van zijn arts Markovitsky. Hij liet een brief voor zijn vrouw achter. De Russische pers sprong gretig op het schandaal. Uiteindelijk was het de journalist Konstantin Orlov, theatercriticus en zoon van een volgeling van Tolstoj, die hem inhaalde in Kozelsk en hem in het geheim vergezelde naar Astapovo. Hij stuurde een telegram naar Sofia Andrejevna en de kinderen dat Lev Nikolajevitsj ernstig ziek was en zich in het huis van de stationschef bevond. Tolstoj had zich ergens in Zuid-Rusland willen terugtrekken in een klooster om daar te sterven. Hij stierf echter in de woning van de stationschef aan de gevolgen van een longontsteking.
Hij werd begraven in een eenvoudig graf op zijn landgoed, op de plek waar volgens een plaatselijke legende een groen stokje verborgen lag dat iedereen gelukkig zou maken. In 1918 of 1920 kreeg Astapovo een nieuwe naam: Lev Tolstoj.

## Werk

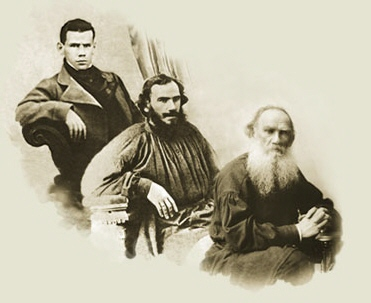
Tolstoj als jongeling, volwassene en oude man

Tolstoj begon begin jaren 1850 korte verhalen te schrijven. Eerste succes had hij met zijn gedeeltelijk autobiografische trilogie Kindertijd (1852), Jeugdjaren (1854) en Jongelingschap (of Studentenjaren) (1857), waarmee hij aantoonde het artistiek meesterschap al van meet af aan onder de knie te hebben. Kenmerkend voor zijn schrijfstijl was van meet af aan een uitzonderlijke precisie en taalbeheersing.
Veel van Tolstojs romans en verhalen zijn relatief arm aan gebeurtenissen: de personages en niet hun daden staan in het middelpunt. Anders dan bijvoorbeeld Fjodor Dostojevski beeldt hij normale, gezonde evenwichtige mensen uit, met een glashelder innerlijk leven. Tolstojs realisme is echter ook ethisch: hij spreekt waardeoordelen uit. In de periode na 1880 schreef hij zelfs tendentieuze literatuur. Pas in zijn allerlaatste jaren keerde hij weer wat terug naar het zuiver artistieke.
De belangrijkste werken van Tolstoj gelden onverkort als monumenten in de wereldliteratuur. Zijn romans Oorlog en vrede en Anna Karenina hebben nog nauwelijks aan kracht ingeboet en worden steeds weer door nieuwe generaties gelezen.

### Oorlog en vrede
In Oorlog en vrede (1865-1869) ontwikkelt zich een lange reeks gevarieerde taferelen uit het leven van het Russische volk tussen 1805 en 1812, van de veldtochten bij Austerlitz tot de terugtocht van Napoleon na de brand van Moskou. Gedurende zeven jaar wordt het lot gevolgd van de families Bolkonski en Rostov, en van de eenzame Pierre Bezoechov. Realistische beschrijvingen van veldslagen worden afgewisseld met uitvoerige beschrijvingen van het dagelijks leven van de adel. De handeling ontwikkelt zich op twee vlakken: het algemeen Russische en het individuele. Historische gebeurtenissen en individuele lotsbestemmingen zijn nauw met elkaar verbonden. De historische figuren Napoleon en Koetoezov dienen ter illustratie van Tolstojs visie dat grote mannen geen bepalende invloed hebben op de loop der geschiedenis. Het verloop wordt feitelijk bepaald door een groot aantal mensen wier handelingen elkaar doorkruisen en die onverwachte en onvoorziene situaties veroorzaken.
Tolstojs personages zijn nooit eenzijdig of statisch: ze groeien langzaam. Op zoek naar een zinvol leven ondervinden ze succes en mislukking, vreugde en verdriet, glorie en berouw. In de karaktertekening gebruikt Tolstoj vaak het procedé van antithese: tussen vorst Andrej en Pierre, tussen Hélène en Natasja zijn er tegenstellingen in gedrag of temperament. In de titel Oorlog en vrede schuilt ook een tegenstelling.

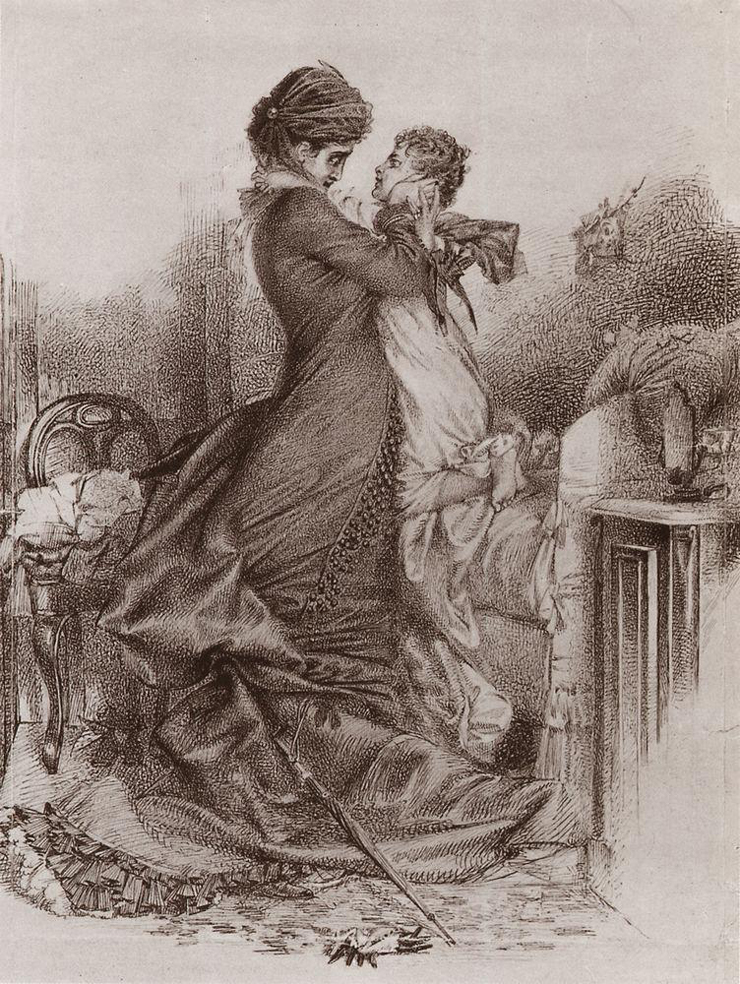
Anna ontmoet haar zoon. Illustratie Michail Vroebel (1878)

### Anna Karenina
De antithese keert ook terug in de roman Anna Karenina (1877). Anna is gehuwd met de oudere hoge ambtenaar Karenin, maar wordt verliefd op de jonge graaf Vronski. Parallel aan de liefdesrelatie die zich ontwikkelt tussen Anna en Vronski beschrijft Tolstoj de contrasterende relatie van twee echtparen: Levin (die sterk doet denken aan Tolstoj zelf) en Kitty ondervinden veel problemen in de eerste periode van hun huwelijk, maar lijden geen schipbreuk dankzij het plichtsbesef van de man. Stefan Oblonski en Dolly zijn al jaren ongelukkig getrouwd, Stefan is lichtzinnig, maar zijn vrouw aanvaardt het omwille van de kinderen.
Compositorisch vormt de roman een evenwichtig en afgerond geheel. Als Anna Karenina in het eerste deel van de roman aankomt op een perron in Sint-Petersburg hoort ze dat een spoorwegmedewerker omgekomen is op het spoor. "Een slecht voorteken", is haar reactie. Later beneemt ze zich zelf het leven door voor de trein te springen. Kenmerkend is het gebruik van dit soort parallellisme en contrast, en van symbolen en leidmotieven.

### Overig proza
Naast Oorlog en vrede en Anna Karenina schreef Tolstoj met Opstanding (1899) nog een derde grote epische roman. Opstanding heeft als thema de gevallen mens die zich toch moreel weer kan verheffen. Het werk heeft een sterk moralistische inslag en mist mede daardoor de grootsheid van zijn twee eerder genoemde romans.
Behalve zijn grote epische werken schreef Tolstoj ook veel novellen en verhalen, met als hoogtepunten: Luzern (1857, een kritiek op het "onmenselijke" westen), De Kozakken (1863, over de overbodige mens Olenin die een nieuw levensdoel vindt in de militaire acties in de Kaukasus), De dood van Ivan Iljitsj (1886, over de langzame dood van een ambtenaar die vol afschuw vervuld is omdat hij moet sterven), De Kreutzersonate (1889, over een ongelukkig huwelijk) en Hadji Murad (1904, over de wilde bergbewoners van de Kaukasus). Ook zijn kortere werk wordt in zijn soort algemeen beschouwd als van het allerhoogste literaire niveau.

### Theater
Tussen 1864 en 1910 schreef Tolstoj 8 toneelstukken van uiteenlopend gehalte. De kluchten Een besmette familie (1864) en De nihilist (1866) drijven de spot met progressieve intellectuelen. De moralistische tweeakter De oorzaak van alles (1910) behandelde het kwaad van sterke drank. Twee langere didactische drama's Het levende lijk en Het licht schijnt in de duisternis werden geschreven in de jaren 1900 maar postuum gepubliceerd. Eén stuk dat onmiddellijk een plaats verwierf in het Russische repertoire was Vruchten der verlichting (1889), een satire op het salonspiritualisme van de hogere klasse in Moskou. Het stuk beleefde zijn privépremière op Jasnaja Polnaja, werd daarna openbaar opgevoerd in Tula en werd in 1891 in Moskou geproduceerd door de nog jonge Konstantin Stanislavski.
Het meest invloedrijke toneelstuk van Tolstoj is evenwel de tragedie De macht der duisternis (1886). Ondanks zijn uitdrukkelijke verwijzing naar seksuele uitspattingen en moord slaagde Tolstojs volgeling Vladimir Tsjertkov erin de publicatie van het stuk doorheen de censuur te loodsen; het zou echter tot 1895 duren voor het ook mocht worden opgevoerd, nadat het al een succes was geworden bij het Parijse Théâtre Libre (La puissance des ténèbres, 10 februari 1888) en bij de Berlijnse Freie Bühne in 1890. Een Engelse bewerking in Londen in 1904 kreeg tegenwind van de critici.

## Religie en filosofie

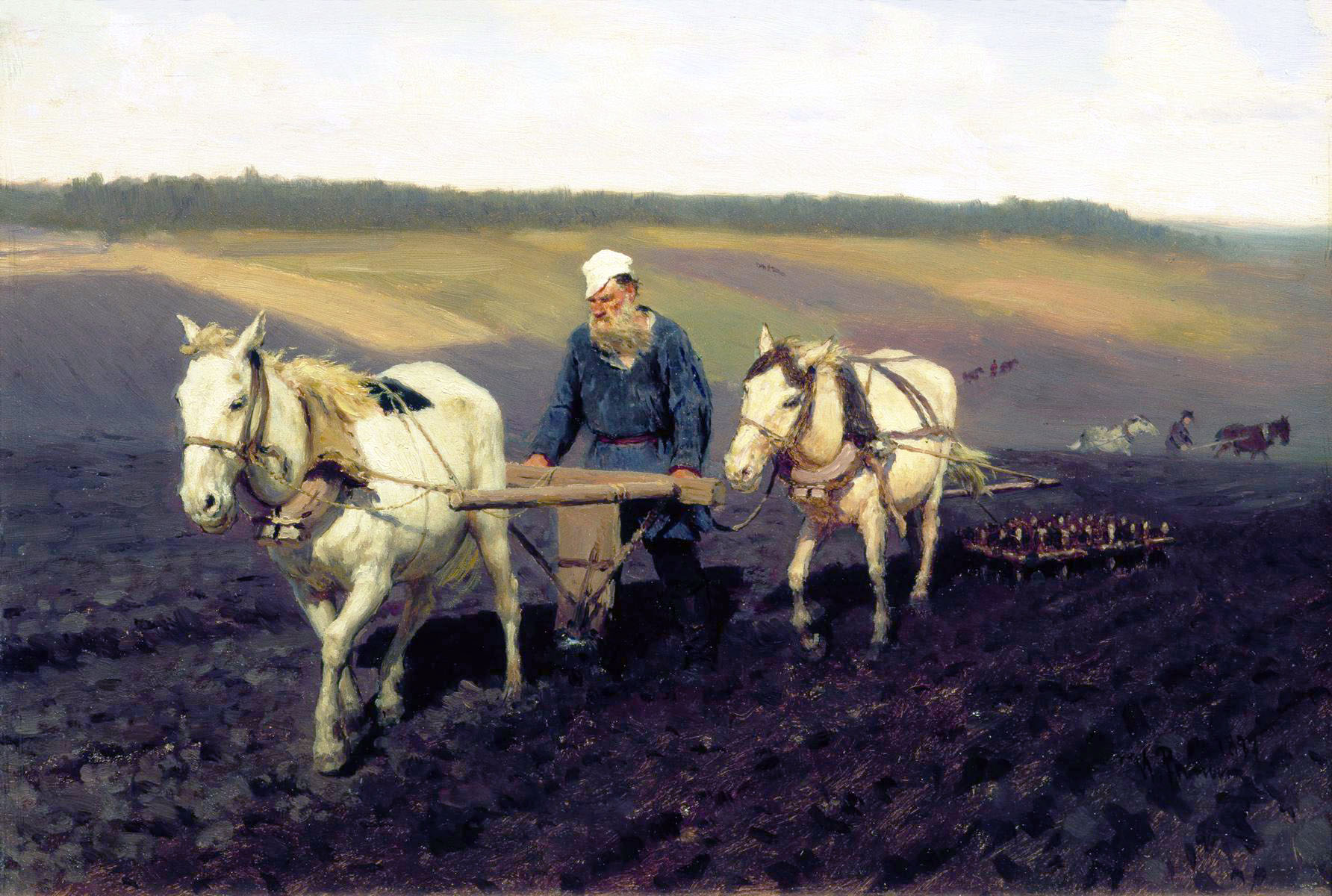
Tolstoj achter de ploeg, door Ilja Repin

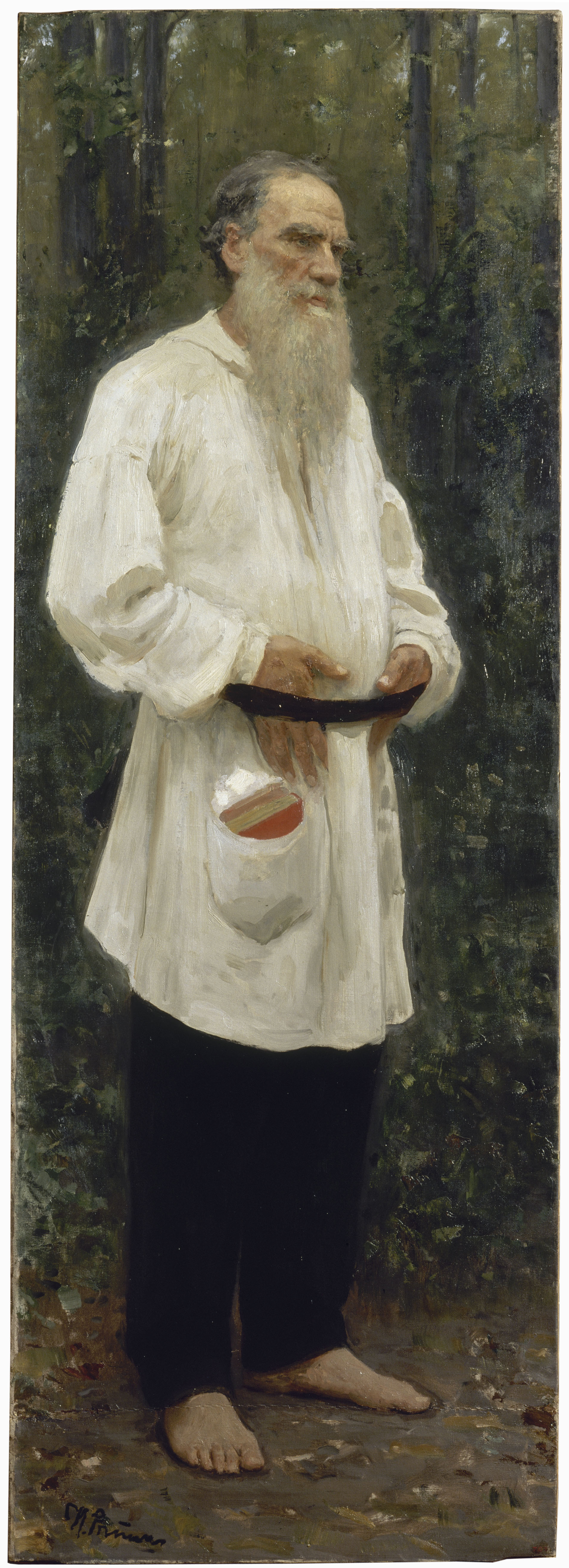
Tolstoj op blote voeten door Ilja Repin

Al tijdens het beleg van Sebastopol in 1855 schreef de toen 26-jarige Tolstoj in zijn dagboek: "Ik heb een geweldig idee gekregen waar ik mijn leven aan zou willen wijden: het stichten van een nieuwe christelijke godsdienst, maar dan zonder de dogma's en de wonderen." Op het einde van de jaren 1870, net na de publicatie van zijn grootste succes ‘Anna Karenina’, was Tolstoj op het hoogtepunt van zijn roem. Net dan raakte hij in een diepe levenscrisis die hem terug tot het christelijke geloof van zijn jeugd zou voeren.
Tussen 1879 en 1884 schreef hij Mijn biecht, Een onderzoek van de dogmatische theologie, Vertaling en harmonizering van de evangeliën, Mijn kleine evangelie en Wat ik geloof. Tien jaar later verscheen Het koninkrijk Gods is in U, waarin hij zijn leer uiteenzet van het zich niet verzetten tegen het kwaad.
In 1880 schreef hij zijn eerste christelijk geschrift de Bekentenis (of: Mijn Biecht), dat in 1882 verscheen. In dit bondige geschrift geeft hij weer hoe zijn zoektocht naar de zin van leven hem terug bij het geloof brengt. Hij vond de zin van het leven niet bij de geprivilegieerde klasse, maar bij gewone mensen die met hun dagelijkse arbeid het leven mogelijk maken. Al deze mensen hebben iets gemeen: ze hebben een onwankelbaar geloof en twijfelen niet aan de zin van het leven.
Mijn Biecht was bedoeld als inleiding op een grondige studie van het christendom, waarin gewone mensen (zoals de boeren op zijn landgoed) zo diep geloofden. De orthodoxe liturgie en het grootste deel van de Bijbel verwerpt hij echter met rationele argumenten. Het enige doel dat hij overhield was de woorden van Christus zo waar mogelijk te reconstrueren. Deels als kritiek zei men daarom dat hij zich opwierp ‘als een nieuwe evangelist’.
Mijn Kleine Evangelie (1881-1883) geeft een samenvatting van zijn evangelische studie. Hij voegde er stukken van de vier evangeliën samen tot één helder verhaal, waaruit Christus naar voren komt niet als een mysterieuze zoon van god, maar als een mens met een eenvoudige en grootse leer.
Jezus was de zoon van een onbekende vader. Omdat hij niet wist, wie zijn vader was, noemde hij als kind God zijn vader...
In de woestijn lijdt hij honger en beseft dat hij niet almachtig is en dus niet de zoon van God. ...Ik kan uit stenen geen brood maken, maar ik kan afzien van brood. En daarom ben ik, hoewel niet almachtig in het vlees, almachtig in de geest; ik kan het vlees overwinnen; en daarom ben ik de zoon van god, niet naar het vlees, maar naar de geest.
De Russisch-orthodoxe Kerk vertroebelde deze eenvoudige waarheid en speelde volgens Tolstoj een hypocriete rol. Hij verweet haar dat ze een veelheid aan vroegere en latere teksten in overeenstemming wou brengen met de leer van Christus. ‘Met Paulus begint de Christelijke Talmoed die ‘Kerk’ heet… (p 25)’.
‘Religieuze autoriteiten kunnen niets bewijzen, enkel recht praten: recht praten de heiligschennis dat zij de leer van hun God Jezus gelijk stelden met de leer van Ezra, met de concilies en met Theophylactus. (p 36)’.
De kerk excommuniceerde hem op 24 februari 1901. Als protest hiertegen schilderde Ilja Repin Tolstoj op blote voeten. De excommunicatie wekte brede verontwaardiging en gaf aanleiding tot demonstraties. Aleksej Soevorin schreef in de krant Novoje Vremja (Nieuwe tijden): "We hebben twee tsaren: Nicolaas II en Lev Tolstoj."
Tolstoj produceerde nog andere geschriften van moraal-ethische en christelijke aard. Tolstojs visie was steeds onorthodox. Hij schaarde zich aan de kant van het volk, de zwakkeren en de verdrukten.
Hij probeerde zijn inzichten ook in de praktijk te brengen. Hij stichtte een school voor kinderen van zijn boeren (met een lesmethode gebaseerd op vrijheid van het individu, zie boven), maar ging ook zelf lesgeven aan kinderen en een tijd op het veld werken (wat voor een graaf in die tijd een revolutionaire daad was).
Tolstoj liet een lange baard staan en kleedde zich op zijn landgoed in boerenkleding of in een eenvoudige lange mantel. Hij ontsloeg zijn bedienden omdat hij het vernederend vond dat zij voor een klein loon zoveel zwaar werk moesten verrichten.
Hoewel Tolstoj een anarchist was, had hij als pacifist wel veel kritiek op het gebruik van geweld door veel van zijn anarchistische tijdgenoten. Hij was strikt genomen geen revolutionair anarchist die bijvoorbeeld boeren opriep om de regering gewelddadig omver te werpen. Tolstoj, in de lijn van Jezus' Bergrede, riep op tot lijdzaam verzet. Tolstoj keerde zich tegen het materialisme en atheïsme van de meeste revolutionairen. Volgens Tolstoj wilden de revolutionairen te veel bereiken. Soms was berusting in bepaalde zaken ook mogelijk of gewenst.
Eind 1908 schreef Tolstoj een brief over de opstand van de Indiërs tegen de Britse bezetting met de titel Brief aan een Hindoe. De brief kwam in handen van Mahatma Gandhi, die in correspondentie trad met Tolstoj tot aan diens dood in 1910. Met name op het vlak van geweldloos verzet vonden de mannen elkaar. Gandhi vroeg en kreeg Tolstojs toestemming om de Brief te publiceren. Gandhi was al eerder vertrouwd geraakt met Tolstojs inzichten toen hij in 1894 in Zuid-Afrika Het koninkrijk Gods is in U had gelezen. Hij bewonderde Tolstoj voor zijn "onafhankelijk denken, diepe moraliteit, en waarachtigheid."
Tot zijn laatste grote levenswerk behoort de bundel 'Leven en dood' (verschenen in juni 2025). Dit werk is het resultaat van Tolstojs levenslange worsteling met existentiële vragen over leven en dood, waarvoor hij de wijsheden van talloze filosofen en religieuze denkers uit diverse tradities bestudeerde, waaronder Boeddha, Lao Tse, Confucius, Socrates, Plato, Jezus, Seneca, Marcus Aurelius, Epictetus, Mohammed, en Rousseau. Hij ordende hun uitspraken thematisch in een dagelijkse leescyclus, aangevuld met eigen essays en verhalen, en bijdragen van tijdgenoten als Dostojevski en Tsjechov. Tolstoj liet dit werk na als inspiratie voor een betere wereld, met de waarschuwing: 'Als bij alle wetenschappelijke en technische verworvenheden de morele ontwikkeling van de mens achterblijft, dan is dat de grootste bedreiging voor de mensheid.'

## Onderwijs
In zijn strijd tegen de lijfeigenschap begreep Tolstoj het belang van algemeen basisonderwijs. Hij richtte op Jasnaja Poljana een school in voor kinderen van landarbeiders. Daarbij ondervond hij al snel de beperkingen van de gangbare leermethoden, en ontwikkelde hij een eigen revolutionaire didactiek - niet zozeer een didactische methode als wel een ontkenning van de methode en een streven naar spontaneïteit in het leerproces. Hij publiceerde in 1861-1862 een eigen tijdschrift, Jasnaja Poljana, en bleef ook daarna schrijven over het onderwijs en zijn rol in de maatschappij.
Tolstoj bekritiseerde de nationale onderwijssystemen van Rusland, West-Europa en de Verenigde Staten op alle niveaus van de basisschool tot de universiteit. Zijn kritiek richtte zich zowel tegen de klassieke onderwijstheorie als tegen de theorieën van zijn tijd. Hij verwierp de utilitaristische benaderingen van bijvoorbeeld Aristoteles of Jean-Jacques Rousseau; voor Tolstoj was onderwijs een proces waarbij het individu zich bevrijdt om een creatieve levenswijze te ontwikkelen, hetzij binnen de grenzen van een geërfde maatschappij, hetzij om die maatschappij zelf een nieuwe vorm te geven.

## Trivia
- Tolstoj was esperantist. In 1894 zei hij over het Esperanto: "Ik vond Volapük zeer moeilijk, maar het Esperanto heb ik als zeer eenvoudig ervaren. Het is zo eenvoudig dat ik, (..) al na twee uur de taal wellicht niet kon schrijven, maar toch vlot lezen kon. (..) De offers die een Europeaan zou brengen door tijd aan de bestudering van deze taal te besteden, zijn zo klein en de resultaten ervan van dien aard, dat men niet weigeren kan het te proberen."
- 2010 is, vanwege het honderdste sterfjaar van Tolstoj, uitgeroepen tot het Tolstoj-jaar. Met het oog op het Tolstoj-jaar werd in 2009, onder regie van Michael Hoffman en met Christopher Plummer in de hoofdrol, de film The Last Station gemaakt over het laatste levensjaar van Tolstoj. De film is gebaseerd op een biografie door de Amerikaanse schrijver Jay Parini en de memoires van Tolstojs laatste privésecretaris Valentin Boelgakov.

### Romans en novellen
- Autobiografische trilogie
  - Kindertijd (1852)
  - Jongensjaren (1854)
  - Jongelingschap (1857, ook wel vertaald als 'Studentenjaren')
- Familiegeluk (1859, novelle)
- De dood van Ivan Iljitsj (1886, novelle)
- Oorlog en vrede, historische roman (1887).[a][b][c] Vertaling van: Vojna i mir. 1868-1869
- Anna Karenina (1887).[d] Vert. van: Anna Karenina (1877)
- De Kozakken (1886). Vertaling van: Kazaki. 1863
- De Kreutzersonate (1889, novelle)
- Opstanding, roman[e] (1899). Oorspronkelijke Russische uitgave onder de titel: Voskresenie. 1899
- De valse coupon (1904, novelle)
- Mijn levenslot : een verhaal door een Russische boerin gedicteerd aan T.A. Koezminskaja (1923). Vertaling van: Babʹja dolja. 1886
- Hadzji Moerat (1904)[14]Illustratie bij Ivan de Dwaas

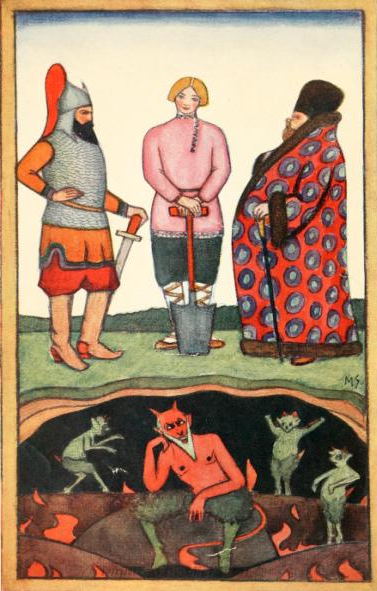
Illustratie bij Ivan de Dwaas

- De roman van eene jonge vrouw. Oorspronkelijke Nederlandse uitgave verschenen onder de titel: Katia. Amsterdam, P.N. van Kampen & Zoon, 1886. Vertaling van: Semejnoe sčastie. 1859
- Het levende lijk (1927). Vertaling van: Živoj trup. 1911

### Korte verhalen
- Overval (1852)
- Het kappen van een bos (1855)
- Herinneringen uit de Kaukasus (1855)
- Aantekeningen van een markeur (1855)
- Sebastopolverhalen[f] (1855)
  - Sebastopol in de maand december
  - Sebastopol in mei
  - Sebastopol in augustus 1855
- Sneeuwstorm (1855)
- Twee huzaren (1855)
- De ochtend van een landedelman (1855)
- Uit de aantekeningen van vorst D. Nechljoedov. Luzern (1857)
- Albert (1858)
- Drie sterfgevallen (1858)
- Huwelijks Geluk (1859)
- Polikoesjka (1863)
- De gevangene in de Kaukasus (1872)
- Waardoor de mensen leven (1881)
- Dagboek van een krankzinnige (1884)
- Als je het vuur laat begaan, is er geen blussen meer aan (1885)
- Twee oude mannen (1885)
- De kaars (1885)
- Het graantje ter grootte van een kippenei (1886)
- Het sprookje van Ivan de Dwaas (1886)
- De knecht Jemeljan en de lege trom (1886)
- Cholstomir: het verhaal van een paard (1886)
- Hoeveel land heeft een mens nodig? (1887)
- De duivel (1889)
- Heer en knecht, vertelling[g] (1895). Oorspronkelijke Russische titel: Chozjain i rabotnik. 1895
- Het koffiehuis van Surate[h] (1897). Oorspr. (Russ.) titel: Suratskaja kofejnaja. Titel v.h. verhaal van J.-H.-B. de Saint-Pierre: Le café de Surate
- Vader Sergius (1898)
- De geschiedenis van Ivan den Gek en zijne twee broeders Simeon den Krijgsman en Taras den Sterke en van zijne doofstomme, ongehuwde zuster Malania en van den ouden duivel en de drie duiveltjes[i] (1902). Vertaling van: Skazka ob Ivane-durake. 1886
- Russische volkslegenden[j] (1902)
- Na het bal (1903)
- Drie legenden, gruwelen van Kitjinef[k] (1904). Bevat: Koning Assarhaddon. Vertaling van: Assirijskij carʹ Asarchadon. 1903; Arbeid, dood, ziekte. Vertaling van: Trud, smertʹ i boleznʹ. 1904; Drie vragen. Vertaling van: Tri voprosa. 1903
- Aljosja Gorsjok (1905)
- Kornej Vasiljev (1905)
- Bosbessen (1905)
- Nagelaten gedenkschriften van een starets (1905)
- Iwan de dwaas, en andere volksvertellingen (1906)
- Kaukasische vertellingen (1908). Bevat: Eene overvalling. Vertaling van: Nabeg. Rasskaz volontera. 1853; Een houtkapping in het bosch, verhaal van een jonker. Vertaling van: Rubka lesa. Rasskaz junkera. 1855
- De sneeuwstorm; Linnenmeter (1908). Vertaling van: Metelʹ. 1856; Cholstomer. 1885
- Aantekeningen van een krankzinnige (postuum gepubliceerd in 1911, begonnen in 1884 maar niet voltooid)
- De dood van Ivan Iljitsj (2020). Vertaling van: Smert Ivana Iljitsja. 1886

### Drama
- De macht der duisternis, : drama in vijf bedrijven[l] (1887, tragedie)
- Vruchten der verlichting (1889, komedie)
- Het levende lijk (1900)

### Non-fictie
- Jasnaja Poljana; verslag van een onderwijsexperiment (1862-1863)
- Mijn biecht (1882)
- Wat ik geloof (1884)
- Wat moet er gedaan worden? (1886)
- Jeugd en jongelingsjaren[m] (1887). Bevat: Mijne jeugd. Oorspronkelijke Russische titel: Junostʹ. 1857; Mijne jongelingsjaren. Oorspronkelijke Russische titel: Otročestvo. 1854
- De huidige wetenschap (1889)
- Waarom mensen zich verdoven (1890)
- Wat moeten wij doen?[n] (1892). Vertaling van: Tak čto že nam delatʹ?. 1886
- Het koninkrijk Gods is in U[o] (1894), ook uitgegeven als Het Godsrijk is in je. Oorspronkelijke Russische titel: Carstvo Božie vnutri vas. 1893
- Mijn kleine evangelie (1896)
- Brief aan de liberalen (1896)
- Het einde nadert![p] (1897). Ook verschenen onder de titel: Het einde is nabij!. Delft : Segboer, 1897. Oorspronkelijke Russische titel: Približenie konca
- Wat is kunst? (1897). Vertaling van: Chto takoe iskvsstvo
- Gedachten over God (1898)
- Beschouwing over de jacht (1898)
- Beschouwing over de moderne wetenschap (1898). Oorspr. titel: Predislovie k staté Ėduarda Karpentera "Sovremennaja nauka"
- Beschouwing over het huwelijk, nawoord en verklaring van de "Kreutzer-Sonate" (1898). Vertaling van: Posleslovie k "Krejcerovoj sonate". 1890
- Gij zult niet doden (1900)
- Moderne slavernij (1900). Vert. van: Rabstvo našego vremeni. 1900
- Patriottisme en de staat (1900). Vertaling van: Patriotizm i pracitelʹstvo. 1900
- Over anarchie (1900)
- Wat is religie en waarin bestaat haar wezen? (1902). Vertaling van: Čto takoe religija i v čem suščnostʹ ee?. 1902
- Het sexueele vraagstuk[q] (1902)
- Vaderlandsliefde en vrede (1902). Vertaling van: Patriotizm i mir. 1896
- Over de beteekenis van het leven[r] (1902)
- Over opvoeding en algemeene ontwikkeling (1902)
- Het einde van onze maatschappij (in verband met de revolutie in Rusland) (1905)
- De weg tot sociale bevrijding; Beroep op de Russische regeering, de revolutionnairen en het volk[s] (1906)
- Wat te doen? (1906)
- De wet van het geweld en de wet van de liefde (1909). Vertaling van: Zakon nasilija i zakon ljubvi. 1908
- Christus' leer voor kinderen[t] (1910)
- De wet van liefde en de wet van geweld (1940, postuum)
- Leven en dood (Nederlandse vertaling juni 2025,  postuum samengesteld werk). aEen thematische verzameling van filosofische en religieuze citaten en essays, gericht op levensvragen. ISBN 9789492110336